# プーマ (小惑星)
プーマ(1209 Pumma)は、小惑星帯の小惑星である。1927年4月22日にカール・ラインムートがハイデルベルクのケーニッヒシュトゥール天文台で発見した。当初は1927 HAという仮符号が付けられた。ドイツの天文学者アルブレヒト・カールシュテットの姪の名前に因んで名付けられた。